# Carlos Mateo Balmelli
Carlos Quinto Mateo Balmelli (Asunción, 9 de enero de 1961) es un abogado, político, académico y escritor paraguayo. Fue director general de Itaipú Binacional (2008 y 2010). Anteriormente, se desempeñó como senador entre 2003 y 2008, y presidente de la Cámara de Senadores y del Congreso Nacional entre 2003 y 2004.
Fue viceministro de Relaciones de Exteriores en 1999 y miembro de la Convención Nacional Constituyente que redactó la Constitución de Paraguay en 1992. Es autor de diversas obras sobre derecho constitucional, gobernabilidad y reforma del Estado, y actualmente dirige la fundación ambientalista A Todo Pulmón–Paraguay Respira.

## Trayectoria
Nació el 9 de enero de 1961 en Asunción, Paraguay. Cursó sus estudios secundarios en el Colegio San José, obteniendo el título de bachiller en Ciencias y Letras en 1978. Posteriormente, se graduó como abogado en la Facultad de Derecho y Ciencias Sociales de la Universidad Nacional de Asunción en 1984.
Entre los años 1986 y 1991, realizó estudios de posgrado en la República Federal de Alemania, especializándose en derecho público, ciencias políticas y romanística. Obtuvo el título de doctor (PhD) por la Universidad de Mainz, donde culminó su tesis doctoral sobre constitucionalismo latinoamericano. Su formación académica también se enriqueció mediante la participación en múltiples seminarios, foros y congresos internacionales vinculados a la gobernabilidad, la reforma del Estado y la integración regional.
En el ámbito político, integró la Convención Nacional Constituyente de 1992, que dio origen a la actual Constitución Nacional de Paraguay. En 1999 se desempeñó como viceministro de Relaciones Exteriores, y más tarde fue electo senador de la Nación (2003-2008), ocupando la presidencia del Congreso y del Senado entre 2003 y 2004.
Entre 2008 y 2010, ejerció como director general (lado paraguayo) de la Itaipú Binacional. En el plano social, asumió la dirección ejecutiva de la fundación A Todo Pulmón – Paraguay Respira, orientada a la conservación ambiental.
Ha sido secretario de relaciones internacionales y apoderado general del Partido Liberal Radical Auténtico (PLRA), y consultor de organismos internacionales como el PNUD, el Banco Interamericano de Desarrollo, la OEA y diversas fundaciones alemanas, incluyendo la Fundación Konrad Adenauer y la Fundación Friedrich Naumann.
Desde 2022, conduce el programa radial Mirando Lejos, emitido por Radio Ñandutí, donde aborda cuestiones sociales, políticas y culturales del Paraguay y la región.

## Actividad parlamentaria
Durante su labor como senador (2003–2008), Mateo Balmelli tuvo un papel activo en el impulso de reformas institucionales y la promoción de la transparencia en la administración pública. En mayo de 2004 promovió la creación del Centro Cultural de la República, ubicado en el antiguo cabildo de Asunción, con el respaldo del Congreso Nacional y el apoyo de entidades públicas y privadas.
Presentó diversos proyectos y declaraciones relacionados con el cumplimiento normativo, la rendición de cuentas de los recursos públicos y la modernización del aparato estatal.

## Itaipú Binacional
Entre 2008 y 2010 se desempeñó como director general paraguayo de la Itaipú Binacional, durante el gobierno de Fernando Lugo. Su gestión se desarrolló en un contexto de renegociaciones sobre el Tratado de Itaipú y una creciente demanda de soberanía energética.
En 2009, bajo su administración, la central hidroeléctrica generó 91 652 GWh, una de las cifras más altas de su historia. De esa producción, 7348 GWh fueron destinados al mercado paraguayo y 83 891 GWh al mercado brasileño, en ambos casos con una leve disminución respecto al año anterior.

## Producción intelectual
Es autor de ensayos, artículos y libros, tanto académicos como de ficción. Parte de sus escritos han sido traducidos al alemán, inglés y portugués.
Entre sus obras ensayísticas destacan:
- Zur gegenwärtigen Verfassungsdiskussion in ausgewählten lateinamerikanischen Ländern: Chile, Paraguay, Argentinien (1992)

- El desarrollo institucional (1995)

- Los procesos internos y la globalización (1997)

- La gobernabilidad democrática (1998)

- La reforma institucional del Estado y la calidad de la política (2001)

- Itaipú: una reflexión ético-política sobre el poder (2011)

Ha sido conferencista en encuentros internacionales en Europa y América, abordando temas como democracia, gobernabilidad, reforma del Estado, procesos constitucionales, integración regional y globalización. Fue invitado por organizaciones como la OEA, el PNUD, la Fundación Friedrich Naumann, el Instituto Interamericano de Derechos Humanos y universidades de Estados Unidos, Alemania, Italia, Taiwán, España, Venezuela y México.

## Novelas
En el campo de la narrativa, ha incursionado con obras de carácter político y existencial:
- La pasión de Lucrecia (2013)[10]

- Tamarindo (2017)[11]

- Filosofía de vida (2019)[12][13]

- Premio Nobel (2020)[14]

- El andar del lobo (2022), novela que relata la vida ficticia de un ex jerarca nazi refugiado en Asunción.[15][16]

## Honores
A lo largo de su carrera, Mateo Balmelli recibió diversas distinciones nacionales e internacionales por su labor política, académica y de cooperación internacional.
Fue condecorado como Gran maestro de la Orden Simón Bolívar en el grado de Gran Cruz, por parte del Gobierno de Bolivia (junio de 1999).
Recibió la distinción de Gran oficial de la Orden de Río Branco, otorgada por el Gobierno de la República Federativa del Brasil (abril de 2002).
En 1998 fue declarado Personaje del Año por el programa Juicio al juicio, en reconocimiento a su trayectoria pública.
Participó como conferencista en seminarios, foros y talleres internacionales organizados por entidades multilaterales y fundaciones, incluyendo: Fundación Friedrich Naumann, Fundación Konrad Adenauer, Fundación Hanns Seidel y la Organización de Estados Americanos (OEA); Universidad de Kansas (EE. UU.), Universidad de Santiago de Compostela, Universidad de Salamanca, Universidad Simón Bolívar (Caracas), entre otras.
Representó al Paraguay en foros sobre democracia, reforma constitucional, gobernabilidad, descentralización y procesos de integración regional en países como Alemania, España, Italia, Brasil, Argentina, Uruguay, Chile, Venezuela, Ecuador, Taiwán, México, Portugal y Estados Unidos.
Fue invitado por el Banco Interamericano de Desarrollo (BID) a misiones de estudio en Bolivia sobre reforma del Estado, y participó en la Cumbre del Milenio de las Naciones Unidas en Nueva York (septiembre de 2000), en calidad de asesor del vicepresidente de la República.